# 加拿大超級足球聯賽
加拿大超級足球聯賽（簡稱「加超聯」，縮寫，縮寫）是加拿大的國內職業足球聯賽，由加拿大足球協會管理。

## 歷史
近代歷史上加拿大曾經有過兩個職業足球聯賽：一個是1983年組建，只運作了73天的加拿大職業足球聯賽；另一個是1987年建立，1992年因財困而解散的加拿大足球聯賽。除此以外，加拿大一直沒有自己的職業足球聯賽，實際上的最高級別聯賽是有三支加拿大球隊的美職聯。
重建一個加拿大國內的職業足球聯賽的想法，在2013年首次出現：根據媒體報導，一組以加式足球聯盟球隊漢密爾頓老虎貓的東主羅伯特·楊為首的投資人，正在和加拿大足球協會時任會長維克托·蒙塔利亞尼低調商討相關事項。商討的事項不僅包括重建職業聯賽，還包括建立附屬的足球學校系統、以及培養未來行政主管的工商管理碩士課程。
2016年2月，羅伯特·楊在向哈密爾頓市議會請求批准他建立一座室內訓練場的時候，首次提到新聯賽叫做「加拿大超級足球聯賽」。同年11月，曾經擔任多倫多FC商務副總裁的保羅·貝爾恩被任命為加超聯項目經理，成為新聯賽的第一個員工。
2017年5月6日，加拿大足球協會召開全體會員大會期間，以全票通過「批准建立加拿大超級足球聯賽，並承認其為加拿大國內聯賽」的決議。這是加拿大足協在與加拿大足球聯賽切斷所有關係以後，首次承認全國性足球聯賽。
2018年1月，加超聯董事會任命蒂姆·霍頓斯連鎖餐廳母公司總裁大衛·克拉納漢為聯賽總監，提拔項目經理保羅·貝爾恩為聯賽總裁，並確定加超聯將於2019年開賽。

## 賽制

### 工資上限
- 聯賽將為球員和教練分別設立工資上限[8]。

- 2022賽季的工資上限為120萬加元，但簽下21歲以下球員的球隊可因此獲得最多十萬加元的額外上限。
- 兼任球員和教練者的工資可以由兩個工資上限分攤。

### 球員
- 球隊大名單當中必須有超過一半加拿大球員[8][10]（有多重國籍的球員，只要有加拿大國籍就視為加拿大球員）。
- 每支球隊最多只能有七名沒有加拿大國籍的外援[10]。
- 每支球隊所有正式比賽的首發陣容，都必須包括最少六名加拿大球員[10]。
- 每支球隊的加拿大球員當中，都必須包括最少三名21歲以下球員，而且21歲以下球員每賽季的合計上陣時間不能低於以下時間：

- 2019賽季：1000分鐘；
- 2020賽季：因賽季縮短而改為250分鐘；
- 2021賽季：1500分鐘；
- 2022賽季：2000分鐘。

### 賽季（2022）
- 每兩支球隊之間進行四場比賽，包括主場比賽和客場比賽各兩場；總共28場[9]。
- 常規賽成績最好的四支球隊晉級季後賽[9]。
- 此外，所有球隊都將參加加拿大錦標賽[12]。

## 參賽球隊

### 現有球隊
| 球隊             | 球隊             | 所在城市               | 主場               | 容量  | 成立年份 | 首個球季 |
| ---------------- | ---------------- | ---------------------- | ------------------ | ----- | -------- | -------- |
| 卡加利騎兵       | Cavalry FC       | 亞伯達省卡加利         | ATCO運動場         | 6000  | 2018     | 2019     |
| 漢密爾頓鍛鋼     | Forge FC         | 安大略省哈密爾頓       | 天好體育場         | 23218 | 2017     | 2019     |
| 哈利法克斯流浪者 | HFX Wanderers FC | 新斯科細亞省哈利法克斯 | 流浪者運動場       | 6500  | 2018     | 2019     |
|                  | Atlético Ottawa  | 安大略省渥太華         | 道明銀行體育場     | 24000 | 2020     | 2020     |
| 太平洋FC         | Pacific FC       | 卑詩省蘭福德           | 西山體育場         | 6500  | 2018     | 2019     |
| 溫尼伯榮軍       | Valour FC        | 馬尼托巴省溫尼伯       | 溫尼伯體育場       | 33000 | 2017     | 2019     |
| 約克聯隊         | York United FC   | 安大略省約克區         | 約克獅子體育場     | 5000  | 2018     | 2019     |
| 溫哥華FC         | Vancouver FC     | 卑詩省蘭里區           | 威洛比社區公園球場 | 6560  | 2022     | 2023     |

### 原有球隊
| 球隊     | 球隊        | 所在城市       | 主場         | 加入聯賽 | 首個球季 | 最後球季 |
| -------- | ----------- | -------------- | ------------ | -------- | -------- | -------- |
| FC愛民頓 | FC Edmonton | 亞伯達省愛民頓 | 克拉克體育場 | 2018     | 2019     | 2022     |

## 歷年成績
| 賽季 | 上半程冠軍   | 下半程冠軍   | 季後賽冠軍   |
| ---- | ------------ | ------------ | ------------ |
| 2019 | 卡加利騎兵   | 卡加利騎兵   | 哈密爾頓鍛鋼 |
| 賽季 | 常規賽冠軍   | 常規賽冠軍   | 季後賽冠軍   |
| 2020 | 卡加利騎兵   | 卡加利騎兵   | 哈密爾頓鍛鋼 |
| 2021 | 哈密爾頓鍛鋼 | 哈密爾頓鍛鋼 | 太平洋FC     |
| 2022 | 渥太華競技   | 渥太華競技   | 哈密爾頓鍛鋼 |
| 2023 | 卡加利騎兵   | 卡加利騎兵   | 哈密爾頓鍛鋼 |

## 外部連結
- 官方网站